# Comuna Bilovodî
Bilovodî (în ucraineană Біловоди) este o comună în raionul Sumî, regiunea Sumî, Ucraina, formată din satele Bilovodî (reședința), Juravka, Veselivka și Vodolahî.

## Demografie
Componența lingvistică a comunei Bilovodî
     Ucraineană (91,45%)
     Rusă (7,98%)
     Alte limbi (0,23%)
Conform recensământului din 2001, majoritatea populației comunei Bilovodî era vorbitoare de ucraineană (91,45%), existând în minoritate și vorbitori de rusă (7,98%).